# Herrschaft Strijen
Die Herrschaft Strijen (niederländisch Heerlijkheid Strijen) war eine selbstständige Herrschaft auf der Hoeksche Waard in der heutigen Provinz Südholland. Nach modernen Begriffen lag die Herrschaft zwischen Rotterdam im Norden und Breda im Südosten, eingegrenzt von der Oude Maas und dem Hollands Diep.
Die Herrschaft Strijen war vermutlich anfangs eine allodiale Herrschaft, die erst später vom Grafen von Holland unterworfen wurde.
Unter Zweder von Abcoude, Herr von Putten und Strijen, bestand die Herrschaft Strijen aus den Dörfern Strijen, Broek und Weede, sowie den Gebieten Loogors, Markgors und Oude Puttermoer. Im 13. Jahrhundert gehörte auch Zevenbergen und Nieuwervaart, das spätere Klundert, dazu, heute Ortsteile von Moerdijk, sowie die Dörfer Overdraghe und Terhavenne.
Die Herrschaft Strijen ging in der Elisabethenflut 1421 (19. November 1421), in deren Folge das Hollands Diep entstand, weitgehend unter:
- Der östliche Teil von Strijen versank, der westliche fand sich nach der Flut als Insel wieder
- Broek, ein Dorf am Südwestdeich der Groote Waard, dem ab 1283 begonnenen Landbaugebiet an der Grenze der Grafschaft Holland zum Herzogtum Brabant markierte die Stelle, an der der Deich brach; das Dorf ging im Hollands Diep unter, heute befindet sich hier die Moerdijk-Brücke.
- Weede lag südwestlich vom heutigen Maasdam auf der Hoeksche Waard und versank 1421 ebenfalls; Reste der Burg aus dem 13. Jahrhundert, mit einer Grundfläche von 50 mal 75 Meter die größte aus dieser Zeit, wurden 1957 entdeckt.
- Overdraghe und Terhavenne wurden ebenfalls vom Meer verschlungen.

## Besitzer von Strijen
- Vastraad von Strijen, 1167 bezeugt.
- Willem I und Huge von Strijen, vor 1190 bezeugt
- Willem II, Herr von Strijen, 1224–1244 bezeugt
- Willem III, Herr von Strijen, 1252–1273 bezeugt.
- Willem IV, Herr von Strijen 1275 bezeugt, †vor 25. November 1294; er erhielt vom Grafen von Holland die Zusicherung, dass seine Tochter das Erbe antreten könne
- Aleid I, Herrin von Strijen 1294–1316 ⚭ Nicolaas III, Herr von Putten
- Beatrijs, älteste Tochter von Nicolaas III und Aleid I, seit 1316 Herrin von Strijen; ⚭ I Hugo van Zottegem † 1321; ⚭ II Guido von Flandern † 1345 (Haus Dampierre)
- Aleid II, jüngste Tochter von Nicolaas III, 1354–1361 Herrin von Putten und Strijen, ⚭ Boudewijn van Praat (kinderlos)
- Zweder van Abcoude, Enkel von Oede, der mittleren Tochter von Nicolaas III; Herr von Gaasbeek, Abcoude, Putten und Strijen 1361–1400
- Jacob van Gaasbeek, Sohn von Zweder; Herr von Gaasbeek, Abcoude, Putten und Strijen 1400–1459

Jacob blieb kinderlos, weshalb er bereits 1456 Putten und Strijen an den Landesherrn, den Grafen von Holland, verkaufte, sich den Nießbrauch vorbehaltend. Mit seinem Tod 1459 fiel Putten dann definitiv an den Grafen in Person des burgundischen Herzogs Philipp dem Guten († 1467). Philipp gab Putten als Apanage seinem Sohn Karl dem Kühnen († 1477). Als Herr von Putten und Strijen tritt in dieser Zeit auch Philipp von Horn († 1489) aus dem Haus Horn auf.